# Franciscus Hubertus Quix
Franciscus Hubertus Quix (ur. 9 lipca 1874 w Huis Holtum, zm. 28 maja 1946 w Utrechcie) – holenderski lekarz neurolog. Studiował na Uniwersytecie w Utrechcie, w 1898 roku otrzymał tytuł doktora medycyny. Następnie był asystentem w szpitalu Mont Calvaire w Mastrychcie. Od 1898 do 1900 lekarz wojskowy w Utrechcie. Specjalizował się w otorynolaryngologii: w 1907 roku został docentem, w 1910 roku profesorem w Utrechcie. 

## Prace
- Bestimmung der Gehörsschärfe auf physikalischer Grundlage. Bergmann, 1902
- Het gehoororgaan der Japansche dansmuis als type van doofstom dierin den Niederlanden. 1906
- z Hermannem Snellenem: Het verband tusschen aandoeningen van de oogzenuw en van de achterste bijholten van den neus. 1910
- Beitrag zur Anatomie der kongenitalen Taubstummheit. 1910